# Dovedale
Dovedale is een dorp in het district Central in Botswana. De plaats telt 832 inwoners (2011).